# Proscorpius osborni
Proscorpius
Genre
Synonymes
- Archaeophonus Kjellesvig-Waering, 1966
- Stoermeroscorpio Kjellesvig-Waering, 1966

Espèce
Synonymes
- Palaeophonus osborni Whitfield, 1885
- Archaeophonus eurypteroides Kjellesvig-Waering, 1966
- Stoermeroscorpio delicatus Kjellesvig-Waering, 1966

Proscorpius osborni, unique représentant du genre Proscorpius, est une espèce fossile de scorpions de la famille des Proscorpiidae.
Elle a été considérée un temps comme le plus ancien scorpion connu, une position occupée depuis 2020 par Parioscorpio venator du Télychien (Silurien) du Wisconsin, daté entre environ 437,5 et 436,5 Ma (millions d'années).

## Répartition
Cette espèce a été découverte dans la formation géologique de Fiddlers Green  dans les Bertie Waterlime dans l'État de New York aux États-Unis. Elle date du Silurien, dans un niveau stratigraphique daté du Pridoli, soit il y a environ 420 Ma (millions d'années).
Il a été découvert dans une strate riche en fossiles épibenthiques.

## Description
Proscorpius osborni mesure de 13 à 41,3 mm. La longueur de l'holotype est un peu supérieure à 32,8 mm, car une petite partie de la queue est manquante.
Son mésosome (préabdomen) est composé de six sternites comme le genre Eramoscorpius, dans une position intermédiaire parmi les scorpions primitifs de l'intervalle Silurien - Carbonifère inférieur, entre les sept segments de Parioscorpio (Silurien inférieur) et les cinq segments pour Waeringoscorpio et Pulmonoscorpius du Dévonien et du début du Carbonifère.

## Systématique et taxinomie
Cette espèce a été décrite sous le protonyme Palaeophonus osborni par Whitfield en 1885. Elle est placée dans le genre Proscorpius par Whitfield en 1885.

## Étymologie
Cette espèce est nommée en l'honneur d'Amos O. Osborne, qui a découvert l'holotype.

## Publications originales
- (en) Whitfield, « An American Silurian scorpion », Science, 1885, vol. 6, p. 87–88.
- (en) Whitfield, « On a fossil scorpion from the Silurian rocks of America », Bulletin of the American Museum of Natural History, 1885, vol. 1, no 9, p. 181–190 (lire en ligne).